# 囁き
「囁き」（ささやき）は、日本のロックバンド、BUCK-TICKの13枚目のシングル。1998年3月11日にマーキュリーより発売された。

## 解説
アルバム『SEXY STREAM LINER』からのシングルカット。前作「ヒロイン」から4か月ぶりのシングルである。本作収録曲にアルバム曲を2曲追加したEP盤『LTD』も同時発売された。

## 収録曲
1. 囁き (4:28)
作詞：櫻井敦司 / 作曲：今井寿 / 編曲：BUCK-TICK
表記はないが[1]、シングルバージョンで、原曲になかったギターパートが追加されている。
2. タナトス -the japanic pig mix- (8:28)
作詞：櫻井敦司 / 作曲：今井寿 / リミックス：レイモンド・ワッツ (PIG)
3. MY FUCKIN' VALENTINE -enemy mix (full) - (4:41)
作詞・作曲：今井寿 / リミックス：ギュンター・シュルツ (KMFDM)
4. Schiz・o幻想 -the spiderman mix- (4:23)
作詞：櫻井敦司 / 作曲：今井寿 / リミックス：ダニエル・アッシュ (LOVE AND ROCKETS, BAUHAUS)

## 参加ミュージシャン
- 櫻井敦司 - ボーカル
- 今井寿 - ギター、ノイズ、ボーカル
- 星野英彦 - ギター
- 樋口豊 - ベース
- ヤガミトール - ドラムス

### サポートミュージシャン
- 横山和俊 - マニピュレート、キーボード、ノイズ
- スティーヴ・ホワイト - リズム・プログラミング (#2)
- キャロル・アン・レイノルズ - バッキング・ボーカル (#2)
- ギュンター・シュルツ - プログラミング、サンプリング、ギター (#3)
- ダニエル・アッシュ - ボーカル、リードギター、パーカッション・エフェクト (#4)
- ポール・ウォルフィッシュ - キーボード (#4)

## 収録アルバム
- 『SEXY STREAM LINER』(#1 - #4)（オリジナル・バージョン）
- 『SWEET STRANGE LIVE DISC』(#1)（ライブ・バージョン）
- 『97BT99』(#1 - #4)
- 『CATALOGUE VICTOR→MERCURY 87-99』(#1)